# Ekrixinatosaurus
Ekrixinatosaurus novasi
Genre
Espèce
Ekrixinatosaurus était un genre fossile de dinosaures prédateurs, de la famille des Abelisauridae, de la base du Crétacé supérieur (Cénomanien) dont les fossiles ont été trouvés en Argentine.
L'espèce type et seule espèce, Ekrixinatosaurus novasi, a été décrite pour la première fois en 2004 par le paléontologue Jorge Calvo, et les paléontologues chiliens David Rubilar-Rogers et Karen Moreno. Elle a été découverte dans la formation géologique de Candeleros, une formation géologique qui affleure à Río Negro, Neuquén et Mendoza, en Argentine. La formation remonte à entre 100 et 97 millions d'années.

## Paléoécologie
Ekrixinatosaurus partageait son environnement avec plusieurs dinosaures géants. Les sauropodes Limaysaurus et Andesaurus étaient les principaux herbivores de la région.

## Étymologie
Ekrixinatosaurus, du grec ancien ἔκρηξις, ekrêksis, « explosion », du  latin nato, « né », et grec ancien σαύρα, saúra, « lézard » , fait référence à la découverte de ce fossile survenue après le dynamitage de la gangue rocheuse qui l'entourait. 
Son nom spécifique, novasi, lui a été donné en l'honneur du Dr. Fernando Novas pour son importante contribution à l'étude des Abelisauridae.

## Publication originale
- (es + en) Jorge O. Calvo, David Rubilar-Rogers et Karen Moreno, « A new Abelisauridae (Dinosauria: Theropoda) from northwest Patagonia », Ameghiniana, Asociación Paleontológica Argentina (d), vol. 41, no 4,‎ décembre 2004, p. 555-563 (ISSN 0002-7014 et 1851-8044, OCLC 63173355, lire en ligne).